# Championnat du monde de Dodgeball
Le championnat du monde de dodgeball est une compétition de ballon chasseur pour les équipes nationales masculines et féminines. L'événement est organisé par la World Dodgeball Federation, l'instance dirigeante mondiale du sport.
C'était initialement un événement ouvert, mais il a cessé d'être un événement ouvert à mesure que le nombre de membres augmentait et fonctionne maintenant par qualification. En 2021, l'adhésion à la WDBF a atteint 80 membres, tous également membres des fédérations continentales concernées.
Alors que la mousse était le seul format utilisé lors des éditions précédentes, à partir de 2022, le championnat du monde de Dodgeball serait disputé dans deux catégories, la mousse et le tissu.

## Palmarès hommes
| Édition                                                            | Année | Hôte(s)                      | Champion   | Finaliste  | Troisième  |
| ------------------------------------------------------------------ | ----- | ---------------------------- | ---------- | ---------- | ---------- |
| 1re                                                                | 2012  | Malaisie, Kuala Lumpur       | Hong Kong  | Canada     | États-Unis |
| 2e                                                                 | 2013  | Nouvelle-Zélande, Queenstown | Canada     | États-Unis | Malaisie   |
| 3e                                                                 | 2014  | Hong Kong                    | Canada     | États-Unis | Hong Kong  |
| 4e                                                                 | 2015  | États-Unis, Las Vegas        | États-Unis | Malaisie   | Canada     |
| 5e                                                                 | 2016  | Australie, Melbourne         | Canada     | Malaisie   | États-Unis |
| 6e                                                                 | 2017  | Canada, Toronto              | Malaisie   | Canada     | Australie  |
| 7e                                                                 | 2018  | États-Unis, Los Angeles      | Malaisie   | États-Unis | Canada     |
| 8e                                                                 | 2019  | Mexique, Cancún              | États-Unis | Malaisie   | Canada     |
| Pas d'édition en 2020 et 2021 en raison de la pandémie de Covid-19 |       |                              |            |            |            |
| 9e                                                                 | 2022  | Canada, Edmonton             | Malaisie   | Australie  | Canada     |
| 10e                                                                | 2024  | Autriche, ?                  |            |            |            |

## Palmarès femmes
| Édition                                                            | Année | Hôte(s)                      | Champion   | Finaliste  | Troisième  |
| ------------------------------------------------------------------ | ----- | ---------------------------- | ---------- | ---------- | ---------- |
| 1re                                                                | 2012  | Malaisie, Kuala Lumpur       | Canada     | Hong Kong  | Malaisie   |
| 2e                                                                 | 2013  | Nouvelle-Zélande, Queenstown | Canada     | États-Unis | Hong Kong  |
| 3e                                                                 | 2014  | Hong Kong                    | États-Unis | Hong Kong  | Malaisie   |
| 4e                                                                 | 2015  | États-Unis, Las Vegas        | États-Unis | Australie  | Malaisie   |
| 5e                                                                 | 2016  | Australie, Melbourne         | Malaisie   | Canada     | États-Unis |
| 6e                                                                 | 2017  | Canada, Toronto              | Malaisie   | Australie  | États-Unis |
| 7e                                                                 | 2018  | États-Unis, Los Angeles      | États-Unis | Malaisie   | Australie  |
| 8e                                                                 | 2019  | Mexique, Cancún              | États-Unis | Malaisie   | Australie  |
| Pas d'édition en 2020 et 2021 en raison de la pandémie de Covid-19 |       |                              |            |            |            |
| 9e                                                                 | 2022  | Canada, Edmonton             | Canada     | Hong Kong  | Australie  |
| 10e                                                                | 2024  | Autriche, ?                  |            |            |            |